# 수잔 미스너

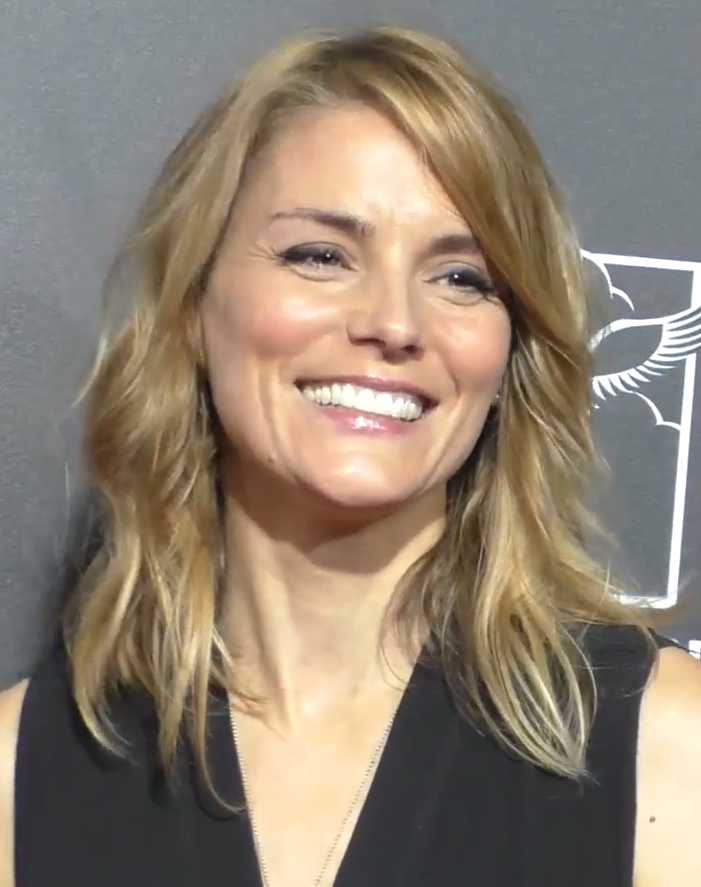

수전 미스너(영어: Susan Misner, 1971년 2월 8일 ~ )는 미국의 배우, 무용가이다.
패터슨에서 태어났다.

## 출연 작품
- 어쌔신 걸스 (2018년) - 로즈 역
- 찰리 되기 (2015년)
- 호프 스프링즈 (2012년) - 다나 펠드 역
- 헨리 (2011년) - 사라 역
- 썸바디스 히어로 (2011년) - 케이티 웰스 역
- 기숙학교: 금지된 일탈 (2009년)
- 거대한 (2008년)
- 이프 아이 디든트 케어 (2007년)
- 투 윅스 (2006년) - 셔리 역
- 혹스: 욕망의 법칙 (2006년)
- 알케미 (2005년)
- 조니 제로 (2005년)
- 포가튼 (2004년)
- 사랑할 때 버려야 할 아까운 것들 (2003년)
- 파이프 드림 (2002년)
- 시카고 (2002년) - 리즈 역

### 텔레비전
- 원 라이프 투 리브 (1999)
- 로앤오더: 뉴욕 특수수사대 (2001, 2005, 2009)
- 위드아웃 어 트레이스 (2004, 2005)
- Conviction (2006)
- Vanished (2006)
- 가십걸 (2007)
- 인 트리트먼트 (2010)
- 퍼슨 오브 인터레스트 (2011-12)
- 더 아메리칸즈 (2013-16)
- Shut Eye (2016)